# 다비트 프리드리히 슈트라우스

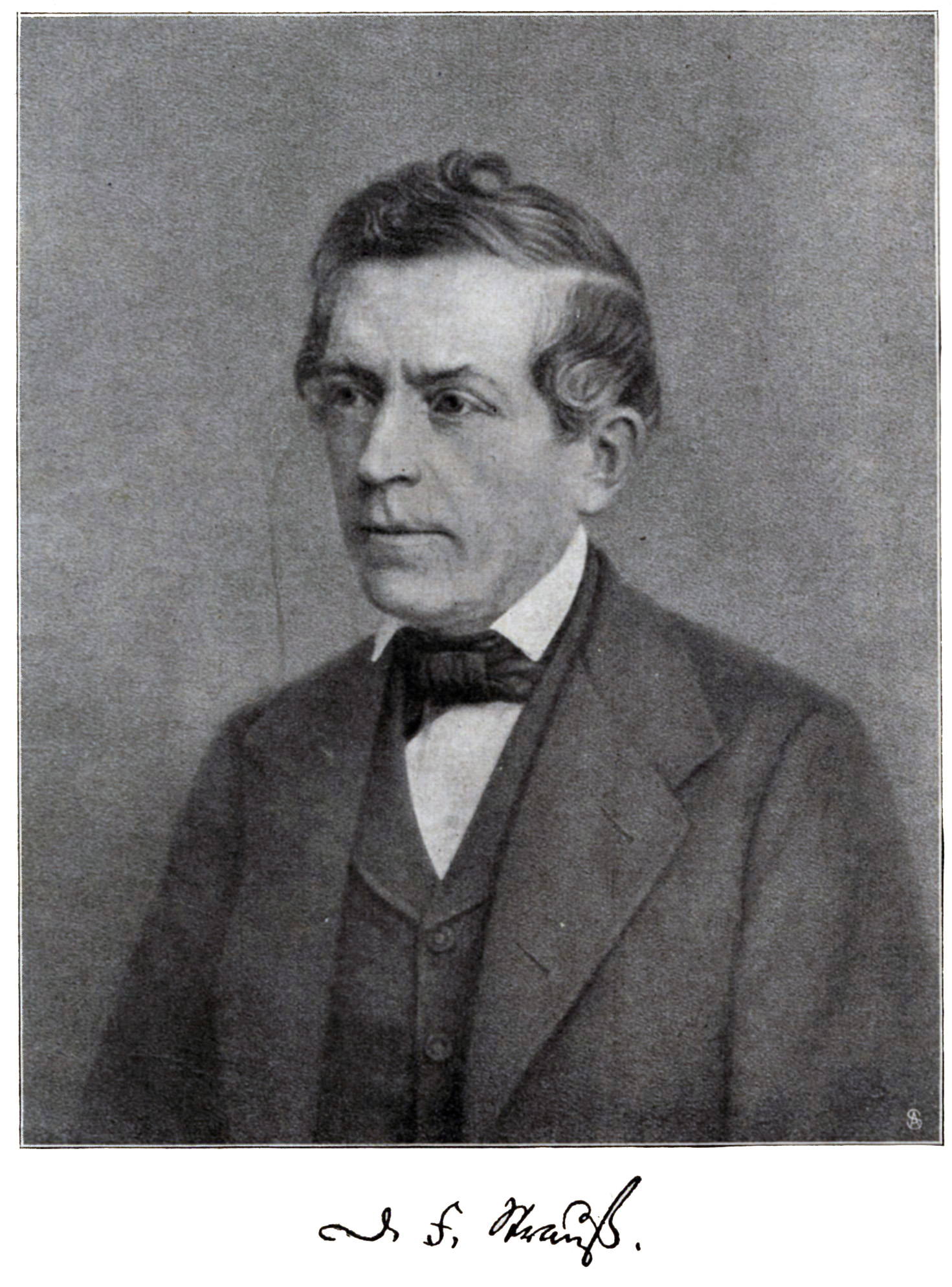
다비트 프리드리히 슈트라우스

다비트 프리드리히 슈트라우스(독일어: David Friedrich Strauß [ʃtʀaʊs][*], 1808년 1월 27일 ~ 1874년 2월 8일)는 독일의 자유주의 신학자, 저술가이다. 페르디난트 크리스티안 바우어의 제자로서 예수의 신성을 부인한 그의 저서 역사적 예수(historical Jesus)는 유럽의 기독교에 충격을 주었다. 그의 작품은 신약성서와 초기 기독교, 그리고 고대 종교에 대한 혁명적인 연구를 시도한 튀빙겐 학파(Tübingen School)와 연결되어 있었다. 그는 역사비평을 사용하여 신학을 구축하였다. 그는 튀빙겐 대학교에서 프리드리히 빌헬름 요제프 셸링 게오르크 빌헬름 프리드리히 헤겔, 야코프 뵈메, 프리드리히 슐라이어마허에게 배웠다. 이런 학문이 슈트라우스로 하여금 역사비평을 통한 역사적 예수에 대한 연구를 만들게 하였다.

## 작품
'Christliche Religion'을 제외한 슈트라우스의 모든 작품은 에드워드 젤러(Eduard Zeller)가 12권으로 구성된 전집으로 출판했다. 슈트라우스의 'Ausgewählte Briefe'는 1895년에 출간되었다.

## 같이 보기
- 튀빙겐 학파
- 페르디난트 크리스티안 바우어
- 청년 헤겔주의

## 참고 문헌
- 본 문서에는 현재 퍼블릭 도메인에 속한 브리태니커 백과사전 제11판의 내용을 기초로 작성된 내용이 포함되어 있습니다. This work in turn cites:
  - Zeller, David Friedrich Strauss in seinem Leben und seinen Schriften (1874)
  - Adolph Hausrath, D. F. Strauss und die Theologie seiner Zeit (2 vols., 1876–1878)
  - F. T. Vischer, Kritische Gänge (1844), vol. i
  - F. T. Vischer, Altes und Neues (1882), vol. iii
  - R. Gottschall, Literarische Charakterköpfe (1896), vol. iv
  - S. Eck, D. F. Strauss (1899)
  - K. Harraeus, D. F. Strauss, sein Leben und seine Schriften (1901)
  - T. Ziegler, D. F. Strauss (2 vols, 1908–1909)